# Aliciella formosa
Aliciella formosa är en blågullsväxtart som först beskrevs av Edward Lee Greene och August Brand, och fick sitt nu gällande namn av J. M. Porter. Aliciella formosa ingår i släktet Aliciella och familjen blågullsväxter. Inga underarter finns listade i Catalogue of Life.